# Huntingdon
Huntingdon es un pueblo situado al este de Reino Unido, en el condado de Cambridgeshire, en la región de Este de Inglaterra. Tiene 20 099 habitantes (INE 2001). Antes de 1974, Huntingdon era la capital de su propio condado, el condado de Huntingdonshire, que devino una parte de Cambridgeshire aquel año.

## Notoriedad
- Se realizan protestas regularmente por los derechos de los animales fuera del laboratorio local de Huntingdon Life Sciences. Fundado en 1952 en el Reino Unido, la compañía es ahora un negocio internacional con recursos en tres continentes. Originalmente la compañía estaba concentrada en la nutrición y la investigación en veterinaria y bioquímica.

- En la portada del libro Crap Towns II aparece una fotografía del antiguo almacén de Cash Converters (que una vez fue Oficina de Correos en la Chequer's Court).

## Geografía

### Clima
| Parámetros climáticos promedio de Wyton, elevación 41m, 1971-2000 | Parámetros climáticos promedio de Wyton, elevación 41m, 1971-2000 | Parámetros climáticos promedio de Wyton, elevación 41m, 1971-2000 | Parámetros climáticos promedio de Wyton, elevación 41m, 1971-2000 | Parámetros climáticos promedio de Wyton, elevación 41m, 1971-2000 | Parámetros climáticos promedio de Wyton, elevación 41m, 1971-2000 | Parámetros climáticos promedio de Wyton, elevación 41m, 1971-2000 | Parámetros climáticos promedio de Wyton, elevación 41m, 1971-2000 | Parámetros climáticos promedio de Wyton, elevación 41m, 1971-2000 | Parámetros climáticos promedio de Wyton, elevación 41m, 1971-2000 | Parámetros climáticos promedio de Wyton, elevación 41m, 1971-2000 | Parámetros climáticos promedio de Wyton, elevación 41m, 1971-2000 | Parámetros climáticos promedio de Wyton, elevación 41m, 1971-2000 | Parámetros climáticos promedio de Wyton, elevación 41m, 1971-2000 |
| Mes                                                               | Ene.                                                              | Feb.                                                              | Mar.                                                              | Abr.                                                              | May.                                                              | Jun.                                                              | Jul.                                                              | Ago.                                                              | Sep.                                                              | Oct.                                                              | Nov.                                                              | Dic.                                                              | Anual                                                             |
| ----------------------------------------------------------------- | ----------------------------------------------------------------- | ----------------------------------------------------------------- | ----------------------------------------------------------------- | ----------------------------------------------------------------- | ----------------------------------------------------------------- | ----------------------------------------------------------------- | ----------------------------------------------------------------- | ----------------------------------------------------------------- | ----------------------------------------------------------------- | ----------------------------------------------------------------- | ----------------------------------------------------------------- | ----------------------------------------------------------------- | ----------------------------------------------------------------- |
| Temp. máx. media (°C)                                             | 6.8                                                               | 7.3                                                               | 10.1                                                              | 12.5                                                              | 16.4                                                              | 19.2                                                              | 22.0                                                              | 22.0                                                              | 18.7                                                              | 14.4                                                              | 9.9                                                               | 7.6                                                               | 13.9                                                              |
| Temp. mín. media (°C)                                             | 1.4                                                               | 1.0                                                               | 2.8                                                               | 4.0                                                               | 6.9                                                               | 9.9                                                               | 12.1                                                              | 12.0                                                              | 10.2                                                              | 7.1                                                               | 3.5                                                               | 2.3                                                               | 6.2                                                               |
| Precipitación total (mm)                                          | 43.14                                                             | 32.24                                                             | 39.98                                                             | 43.83                                                             | 46.14                                                             | 54.9                                                              | 42.06                                                             | 48.46                                                             | 53.22                                                             | 48.66                                                             | 49.13                                                             | 48.12                                                             | 549.88                                                            |
| Fuente: KNMI                                                      |                                                                   |                                                                   |                                                                   |                                                                   |                                                                   |                                                                   |                                                                   |                                                                   |                                                                   |                                                                   |                                                                   |                                                                   |                                                                   |

## Personas célebres
- Oliver Cromwell, político y general.
- Michael Foster, fisiólogo.

## Ciudades hermanadas
Huntingdon mantiene un hermanamiento de ciudades con:
- Salon-de-Provence, Región de Provenza-Alpes-Costa Azul, Francia.
- Szentendre, Hungría.
- Wertheim am Main, Baden-Wurtemberg, Alemania.